# Sarasvati
Sarasvati er hinduismens gudinde for musik og viden. Hun er Brahmas kone.
- Wikimedia Commons har flere filer relateret til Sarasvati

| Religion | Spire Denne religionsartikel er en spire som bør udbygges. Du er velkommen til at hjælpe Wikipedia ved at udvide den. |